# Somatochlora tenebrosa
Somatochlora tenebrosa – gatunek ważki z rodziny szklarkowatych (Corduliidae). Występuje na terenie Ameryki Północnej.

## Charakterystyka
- Ubarwienie: męskie osobniki są wyjątkowe, mają okrągłą przerwę wyrostków widoczną z boku na końcu brzucha. Na ich klatce piersiowej znajdują się 2 żółte boczne paski, które blakną z wiekiem, cały brzuch jest w kolorze brązowym. Zdarza się, że ich twarz zmienia kolor od żółtego do brązowego. Większość skrzydeł samic z wiekiem zabarwia się na brązowo.
- Wielkość: długość jego ciała oscyluje między 1,9 a 2,5 cala.
- Sezon występowania: zazwyczaj sezon lotów trwa od końca czerwca do początku września. W Wisconsin najczęściej można je spotkać w lipcu.
- Siedlisko: preferuje zacienione wody leśne takie jak np. strumyki, czasami tereny podmokłe i często częściowo suche[3].